# Championnats d'Europe de tir à l'arc en salle 2013
Navigation
Édition précédente Édition suivante
Les championnats d'Europe de tir à l'arc en salle 2013 sont une compétition sportive de tir à l'arc en salle qui a été organisée en 2013 à Rzeszów, en Pologne. Il s'agit de la 14e édition des championnats d'Europe de tir à l'arc en salle.

## Résultats[1]

### Classique
| Épreuves                 | Or                                                              | Argent                                                            | Bronze                                                         |
| ------------------------ | --------------------------------------------------------------- | ----------------------------------------------------------------- | -------------------------------------------------------------- |
| Individuel hommes        | Rick van der Ven Pays-Bas                                       | Jean-Charles Valladont France                                     | Sjef van den Berg Pays-Bas                                     |
| Individuel hommes junior | Valentyn Kutsyy Ukraine                                         | Luca Maran Italie                                                 | Dan Olaru Moldavie                                             |
| Individuel femmes        | Natalia Erdynieva Russie                                        | Natalia Valeeva Italie                                            | Claudia Mandia Italie                                          |
| Individuel femmes junior | Maryana Struk Ukraine                                           | Aybuke Aktuna Turquie                                             | Anne Marie Laursen Danemark                                    |
| Par équipe hommes        | Pays-Bas Rick van der Ven Sjef van den Berg Rick van den Oeven  | Russie Alexander Kozhin Baljinima Tsyrempilov Bair Tsybekdorzhiev | Italie Alberto Zagami Luca Palazzi Matteo Fissore              |
| Par équipe hommes junior | Allemagne Florian Kahllund Carlo Schmitz Maximilian Weckmueller | Italie Luca Maran David Pasqualucci Fabio Fancello                | Slovénie Jan Rijavec Gasper Strajhar Klemen Strajhar           |
| Par équipe femmes        | Ukraine Lidiia Sichenikova Kateryna Palekha Victoriya Koval     | Italie Pia Lionetti Claudia Mandia Natalia Valeeva                | Russie Natalia Erdynieva Inna Stepanova Anna Bomboeva          |
| Par équipe femmes junior | Ukraine Anastasia Pavlova Veronika Marchenko Maryana Struk      | Russie Kristina Timofeeva Oyuna Bolotova Sabina Alieva            | Biélorussie Darya Bahiuk Maryia Afanasyeva Karyna Dziominskaya |

### À poulie
| Épreuves                 | Or                                                        | Argent                                                            | Bronze                                                     |
| ------------------------ | --------------------------------------------------------- | ----------------------------------------------------------------- | ---------------------------------------------------------- |
| Individuel hommes        | Pierre Julien Deloche France                              | Peter Elzinga Pays-Bas                                            | Stephan Hansen Danemark                                    |
| Individuel hommes junior | Mario Vavro Croatie                                       | Renaud Domanski Belgique                                          | Simon Julien France                                        |
| Individuel femmes        | Ivana Buden Croatie                                       | Naomi Jones Royaume-Uni                                           | Jelena Babinina Lituanie                                   |
| Individuel femmes junior | Alexandra Savenkova Russie                                | Sarah Holst Sonnichsen Danemark                                   | Maja Orlic Croatie                                         |
| Par équipe hommes        | Pays-Bas Mike Schloesser Peter Elzinga Ruben Bleyendaal   | France Sébastien Brasseur Pierre Julien Deloche Sébastien Peineau | Danemark Stephan Hansen Martin Damsbo Jan Bang             |
| Par équipe hommes junior | Ukraine Igor Kardash Vlad Bolshakov Mykhaylo Bozhko       | Russie Anton Bulaev Vitaliy Noskov Vladislav Kuzmin               | Grèce Christos Aerikos Dimosthenis Lyras Dimitros Labrakis |
| Par équipe femmes        | Italie Anastasia Anastasio Laura Longo Marcella Tonioli   | Russie Albina Longinova Kira Andreeva Elena Novikova              | Royaume-Uni Naomi Jones Nichola Simpson Claudine Jennings  |
| Par équipe femmes junior | Danemark Sarah Holst Sonnichsen Ida Frandsen Tanja Jensen | Italie Deborah Grillo Sabrina Franzoi Guilia Cavalleri            | Ukraine Viktoria Diakova Mariya Shkolna Iryna Chorba       |